# Карабельщикова, Анастасия Игоревна
Анастасия Игоревна Карабельщикова (родилась 4 августа 1985) — российская спортсменка, Мастер спорта международного класса. Чемпион Европы, чемпион Универсиады 2013 года по академической гребле.

## Биография
Участница четырёх чемпионатов мира. После чемпионата 2007 года была дисквалифицирована сроком на 2 года по результатам допинг-проб. В 2013 года выступала в гонке восьмёрок, где наша команда стала лишь восьмой. В 2014 и 2015 дважды занимала 5-е место в составе восьмёрки.
Участница шести чемпионатов Европы. Чемпионка Европы 2015 года и дважды бронзовая призёрка (2013, 2016) в соревнованиях восьмёрок.
Чемпион Универсиады в Казани в гонке лёгких четвёрок.